# Mitridate V del Ponto
Mitridate V Evergete (in greco antico: Mιθριδάτης Eὐεργέτης?; ... – 120 a.C.) fu re del Ponto dal 150 a.C. circa fino alla sua morte.
Figlio probabilmente di Farnace I e nipote di Mitridate IV, salì al trono in una data imprecisata. Continuò la politica di sostegno e alleanza con la Repubblica romana iniziata dal suo predecessore, sostenendo i Romani con alcune navi e una piccola forza ausiliaria durante la terza guerra punica (149–146 a.C.), e in seguito li assistette nella guerra contro Aristonico (131–129 a.C.). Come premio ricevette dal console Manlio Aquillio la provincia di Frigia, in un atto successivamente revocato dal Senato romano, sulla base di un'accusa di corruzione, ma pare che la regione rimanesse sotto il controllo di Mitridate fino alla sua morte.
Mitridate incrementò l'influenza del suo regno dando in sposa sua figlia Laodice al re di Cappadocia Ariarate VI. Il suo regno fu caratterizzato da forti influenze ellenizzanti: si ricordano le sue generose donazioni ad Atene e Delo, così come la profonda venerazione per Apollo.
Mitridate morì probabilmente nel 120 a.C., assassinato a Sinope da una congiura organizzata dai suoi collaboratori e includente forse anche qualche suo familiare. Gli succedette il figlio Mitridate VI.